# Crematogaster euterpe
Crematogaster euterpe är en myrart som beskrevs av Santschi 1922. Crematogaster euterpe ingår i släktet Crematogaster och familjen myror. Inga underarter finns listade i Catalogue of Life.